# 五十嵐佐市

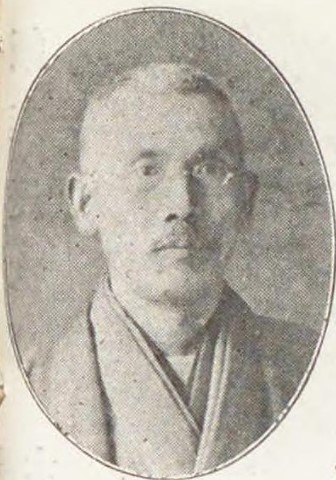
五十嵐佐市

五十嵐 佐市（いがらし さいち、文久3年1月14日（1863年3月3日） - 昭和19年（1944年）8月7日）は、日本の実業家、政治家。北海道多額納税者。北海造営（株）監査役。札幌電気軌道監査役。金融業。地主。北海道士族。衆議院議員。

## 経歴
越前国足羽郡、のちの福井県足羽郡和田村（現福井市）出身。福井県士族五十嵐佐次平の長男。明治31年（1898年）家督を相続する。金融業を営む。
衆議院議員に挙げられる。

## 人物像

### 五十嵐農場の争議
五十嵐農場（東中）の土地売却をめぐっては、当時急激に増加しつつあった小作争議との関わりで社会の注目を集めることになった。この農場は明治40年（1907年）に中島農場から所有権が移動したもので、実質的な所有者は札幌の金貸し業・五十嵐であった。『村勢調査基楚』には次のような大正元年（1912年）の報告がある。
「小作者ヲ虐グルノ傾ニシテ貪欲停止スルヲ知ラズ。納税ノ如キ毎時、再三ノ通知ヲ受クルニ非ラザレバ納入ヲ欠キ、既ニ今期ニ於テモ不動産差押ノ通知ヲ受ケ始メテ叩頭除謝納入スルノ□態ニシテ所謂高利貸根性ヲ持続シ（以下略）。」
役場文書とは思えない厳しい口調の農場主批判である。

## 家族・親族

### 五十嵐家
（福井県、北海道札幌市南6条）
- 父・佐次平[3]（福井県士族[3]）
- 弟

清之助
明治8年（1875年）12月生 - 没
幸太郎
明治16年（1883年）10月生 - 没
熊雄（本家五十嵐與右衛門に養子となる）
明治22年（1889年）5月生 - 没
佐吉（福井県人五十嵐武平の養子となる）
明治26年（1893年）12月生 - 没
- 妻・三千子[3]（東京、侯爵久我通顕姉[3]）

明治27年（1894年）12月生 - 没
- 養子・一[3]（亡養子正長男[3]）

明治45年（1912年）6月生 - 没
- 女・小ハマ[3]（亡養子正妻[3]）

明治22年（1889年）12月生 - 没
- 女・貞子[3]（吉田重明に嫁す[3]）

明治43年（1910年）1月生 - 没

### 親戚
- 久我通顕（侯爵、貴族院議員）
- 久我美子（女優）